# Donna De Lory
 (décembre 2022).
Si vous disposez d'ouvrages ou d'articles de référence ou si vous connaissez des sites web de qualité traitant du thème abordé ici, merci de compléter l'article en donnant les références utiles à sa vérifiabilité et en les liant à la section « Notes et références ».
Pour les articles homonymes, voir Lory.
Donna De Lory est une chanteuse, danseuse et parolière d'origine américaine. Donna est connue pour avoir été choriste pour les albums de Carly Simon, Ray Parker, Jr., Kim Carnes, Santana, Martika, Laura Branigan, Belinda Carlisle, Selena, Bette Midler, Mylène Farmer et Madonna. Par ailleurs, Donna De Lory accompagne Madonna comme danseuse et choriste lors de ses concerts depuis le Who's That Girl Tour en 1987 jusqu'au Confessions Tour en 2006. Leur dernière collaboration date du concert Live Earth en 2007.

## Enfance et adolescence
Donna De Lory est née le 10 septembre 1964 à Los Angeles, elle a grandi à Calabasas en Californie, son grand-père jouait du violoncelle et de la basse pour le Warner Brothers Studio Orchestra pour les films classiques Hollywoodiens, sa mère était chanteuse et danseuse et son père musicien connu Al De Lory.
Donna commence tôt sa carrière, dès 8 ans, elle chante une recette de cuisine pour un publicité et c’est lors de son adolescence qu’elle participe à des projets musicaux pour Kim Carnes, Barry Manilow, Santana et même pour la bande son du film Rocky 2. À 16 ans, elle déménage à Nashville pour chanter des démos et décide de devenir parolière, elle retourne à Los Angeles pour étudier la danse, le chant et la comédie.

## Patrick Leonard et Madonna
Bennett Freed qui travaille au management de Madonna cherche du nouveau matériel pour son album True Blue. La chanson Open Your Heart écrite par Gardner Cole est choisie. Le manager de Madonna, Freddy DeMann écoute la chanson et demande à Cole de faire une autre démo. Sa petite amie n'est autre que Donna et il lui demande immédiatement de chanter la démo. Patrick Leonard reçoit la cassette, impressionné, il décide de recruter Donna pour les chœurs (backing vocals) pour Fee Waybill (en), Ray Parker, Jr. et Carly Simon et l'aide à devenir danseuse pour Madonna auprès de Niki Haris sur ses tournées mondiales.
Donna devient partie intégrante de la scène sur six tournées internationales. Elle fera également partie du casting pour le film documentaire d'Alek Keshishian, In Bed with Madonna. Elle dira de Madonna : « elle m'a toujours mise au défi de me donner à fond, de trouver ma propre vérité et de l'exprimer. Ce fut difficile de ne pas se laisser entraîner dans ce monde au rythme infernal, j'ai toujours tenté de suivre mon chemin et écouter mon cœur. »
En 1993, elle décide de suivre sa propre voie et sort les singles Praying for Love qui sera numéro un au Japon et Just a Dream qui se classe au top 10 dance aux États-Unis. C'est avec son album Bliss que Donna va écrire et chanter avec plus de spiritualité laissant de côté le style pop, pour créer une musique plus sincère inspirée du Kirtan.

## Carrière musicale
Just a Dream, le premier single de Donna De Lory fut écrit et produit par Madonna et Patrick Leonard, la chanson originellement enregistrée par Madonna pour son album Like a Prayer. Ce titre d’ailleurs, fait partie des chansons inédites de Madonna, qui a réalisé la partie vocale (chœur) dans la reprise de Donna. De nombreux remixes de ce single ont été réalisés en vinyle et compact disc promotionnels. Cette chanson a été classée au Hot Dance Club Play aux États-Unis et s’est classée à la 71e place du UK Singles Chart en 1993.

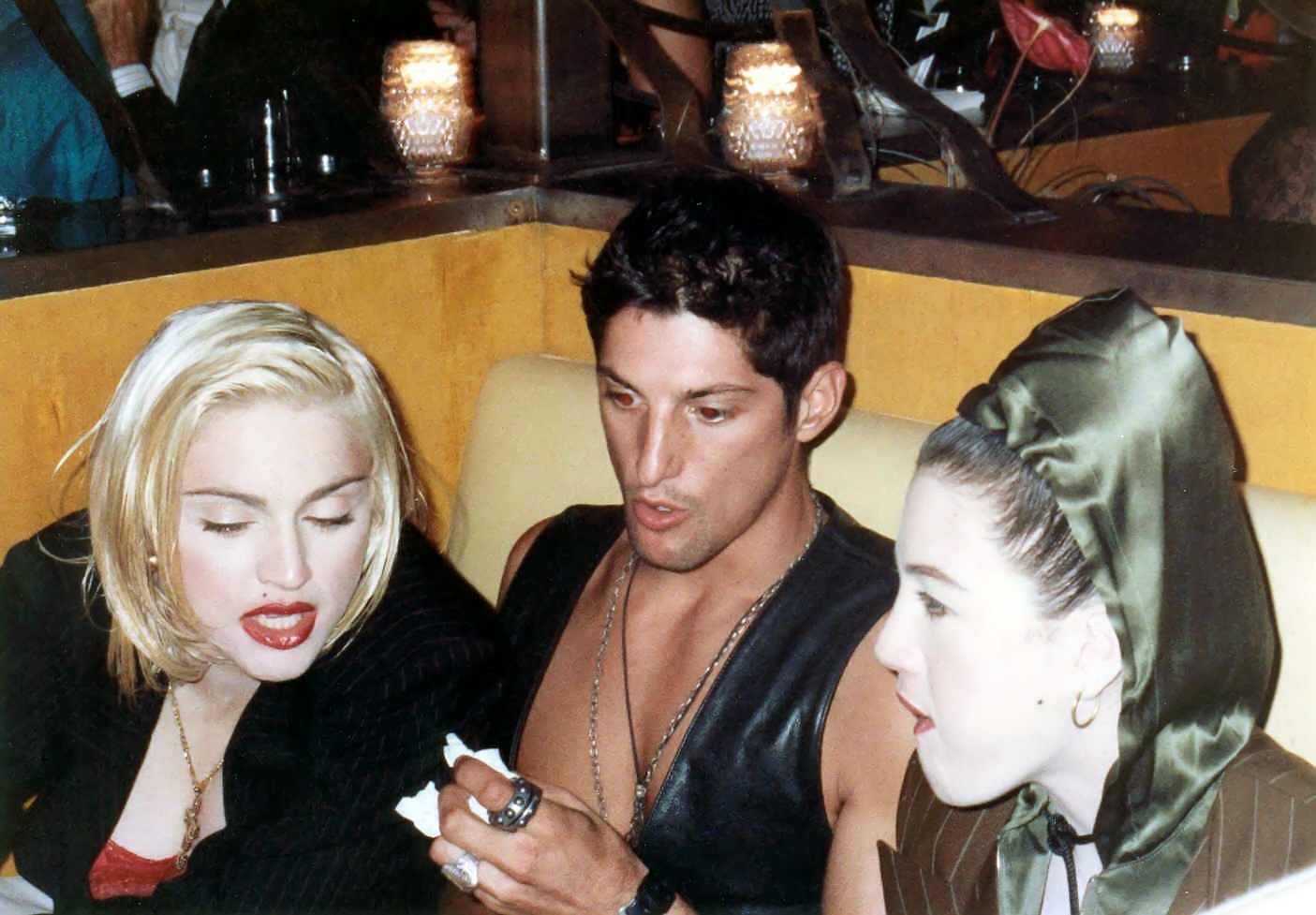
Donna De Lory en compagnie de Madonna et Tony Ward en 1990

Elle est connue du public français par sa contribution vocale et chorégraphique lors du Tour 1996 de Mylène Farmer.
La famille De Lory est connue dans l’industrie musicale, Donna est la fille du musicien Al De Lory, le pianiste, joueur de clavecin et d’orgue électrique de l’album Pet Sounds des Beach Boys et responsable entre autres de la production de Golden era de Glen Campbell. Coauteur avec Fred Darian et Joe Van Winkle de "Mr Custer" de Larry Verne. A.D. De Lory son frère est aussi chanteur et parolier.
Donna De Lory chante My Destiny, le thème d’Elise dans le jeu Sonic the Hedgehog, sa chanson In the Sun est utilisée dans un épisode de la saison 5 de Life et sa reprise de Papa Don't Preach de Madonna apparait dans Une famille très moderne de Josh Gordon et Will Speck.

## Albums
- Donna De Lory (Debut)(1993)[3]
- Songs '95 (1995)[4]
- Bliss (2001)[5]
- Live & Acoustic (2002)[6]
- In the Glow (2003)[7]
- The Lover and the Beloved (2004)[8]
- The Lover and the Beloved Radio DJ Mix (2004)[9]
- Sky is Open (2006)[10]
- Sanctuary (2008)[11]

## Singles
- Luck is an Angel (1987)
- Just a Dream (1993)
- Think It Over (1993)
- Praying For Love (1993)
- On and On (2000)

## Participation sur d'autres albums
- 1987 : Heaven On Earth - Belinda Carlisle
- 1987 : Touch - Laura Branigan
- 1988 :  This Is Serious Soundtrack
- 1989 : Mr Jordan - Julian Lennon
- 1990 : Laura Branigan - Laura Branigan
- 1991 : From The Heart - Tommy Page (en)
- 1991 : World So Bright - Adam Schmitt (en)
- 1991 : Whole Lotta Noise - Seth Marsh
- 1995 : Welcome To Tomorrow - Snap!
- 2000 : Ronan - Ronan Keating
- 2003 : Grace Is The Name Of The Game - Steve Ross
- 2004 : Carried Away - Kelda
- 2004 : Jai Ma: White Swan Yoga Masters
- 2004 : Reveal - Girish
- 2004 : Drill a Hole in That Substrate and Tell Me What You See - Jim White
- 2005 : Shiva Machine - Girish
- 2005 : Mala - Dave Stringer
- 2005 : Japa - Dave Stringer
- 2005 : Salma Har - Tom Rossi
- 2006 : African Dream - Shaman's Dream
- 2007 : Keep the Faith - Toni Childs
- 2009 : Tantra Lounge 3
- 2010 : Yoga Revolution
- 2011 : Ben Leinbach Presents Sangha - Ben Leinbach